# Гіваті (бригада)
84-а піхотна бригада «Гіваті»(івр. חטיבת גבעתי) —піхотна бригада армії оборони Ізраїлю.

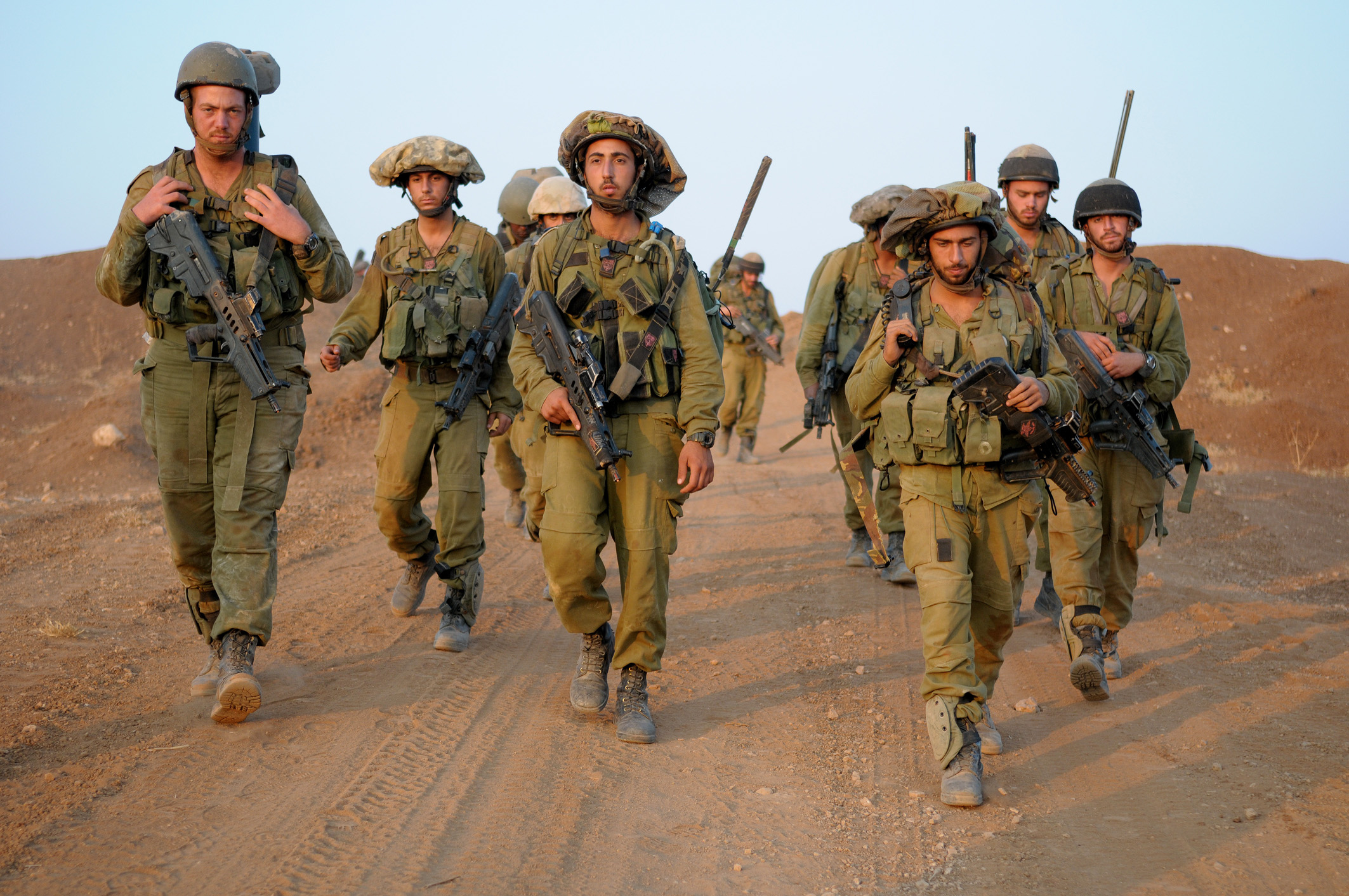
Бійці бригади

## Історія
Бригада Гіваті вперше була сформована у грудні 1947 року у підмандатній Палестині. Першим командиром став Шимон Авідан.
1956 року бригада переведена в резерв; мала назву 17-ї бригади, потім 5-ї бригади (під цим номером брала участь у Шестиденній війні та війні Судного дня). У 1989 році 5-й піхотній бригаді було надано статус елітної.
У 1983 році сформовано нову піхотну бригаду, якій було присвоєно історичне ім'я «Гіваті». Незважаючи на загальну назву, нова бригада "Гіваті" не є наступницею бригади "Гіваті" часів Війни за незалежність Ізраїлю.
У листопаді 2012 року бригада бере участь в антитерористичній операції в секторі Газу.
У січні 2015 року підрозділи бригади «Гіваті», зазнали нападу з боку «Хезболли» на фермах Шебаа.

## Склад
В склад бригади входять:
- 424-й піхотний батальйон «Шаке́д».
- 432-й піхотний батальйон «Цаба́р».
- 435-й піхотний батальйон «Ро́тем».
- 846-й розвідувальний батальйон «Шуале́й Шимшо́н»